# Federico di Saluzzo (vescovo)
Federico di Saluzzo (Saluzzo, 1442 – 1483) è stato un vescovo cattolico italiano.

## Biografia
Era figlio di Ludovico I di Saluzzo, marchese di Saluzzo e di Isabella Paleologa del Monferrato. 
Destinato allo stato ecclesiastico, divenne pievano di Saluzzo nel 1462. Nel 1466 il padre Ludovico tentò, con l'aiuto dei Visconti ma senza successo, di fare nominare Federico vescovo di Novara, titolo vacante dopo la morte del vescovo Jacopo Filippo Crivelli.
Nel 1469 venne nominato Abate commendatario dei Santa Maria di Staffarda, carica che tenne fino al 1482.
Visse per molto tempo alla corte del duca di Savoia Filiberto I in qualità di consigliere.
Morì nel 1483 dopo aver ricevuto il titolo di legato pontificio da papa Sisto IV.

## Discendenza
Federico di Saluzzo ebbe due figli naturali:
- Cristoforo (*? †?), cavaliere;
- Margherita (*? †1518), sposò Giovanni Andrea di Saluzzo di Paesana (*1464 †1529)

## Ascendenza
|                                 |                           |                            | Genitori             |  |  | Nonni |  |  | Bisnonni               |  |  | Trisnonni             |  |
|                                 |                           |                            |                      |  |  |       |  |  | Federico II di Saluzzo |  |  | Tommaso II di Saluzzo |  |
|                                 |                           |                            |                      |  |  |       |  |  | Federico II di Saluzzo |  |  | Tommaso II di Saluzzo |  |
|                                 |                           | Ricciarda Visconti         |                      |  |  |       |  |  | Federico II di Saluzzo |  |  |                       |  |
| Tommaso III di Saluzzo          |                           |                            |                      |  |  |       |  |  | Federico II di Saluzzo |  |  |                       |  |
|                                 |                           | Beatrice di Ginevra        | Ugo di Ginevra       |  |  |       |  |  |                        |  |  |                       |  |
|                                 |                           | Beatrice di Ginevra        | Ugo di Ginevra       |  |  |       |  |  |                        |  |  |                       |  |
|                                 |                           | Beatrice di Ginevra        | Isabella d'Anthon    |  |  |       |  |  |                        |  |  |                       |  |
| Ludovico I di Saluzzo           |                           | Beatrice di Ginevra        |                      |  |  |       |  |  |                        |  |  |                       |  |
|                                 |                           | Ugo II di Pierrepont       | Simone di Pierrepont |  |  |       |  |  |                        |  |  |                       |  |
|                                 |                           | Ugo II di Pierrepont       | Simone di Pierrepont |  |  |       |  |  |                        |  |  |                       |  |
|                                 |                           | Ugo II di Pierrepont       | Maria di Châtillon   |  |  |       |  |  |                        |  |  |                       |  |
| Margherita di Roucy             |                           | Ugo II di Pierrepont       |                      |  |  |       |  |  |                        |  |  |                       |  |
|                                 |                           | Bianca di Coucy            | Raoul III di Coucy   |  |  |       |  |  |                        |  |  |                       |  |
|                                 |                           | Bianca di Coucy            | Raoul III di Coucy   |  |  |       |  |  |                        |  |  |                       |  |
|                                 |                           | Bianca di Coucy            | Giovanna d'Harcourt  |  |  |       |  |  |                        |  |  |                       |  |
| Federico di Saluzzo             |                           | Bianca di Coucy            |                      |  |  |       |  |  |                        |  |  |                       |  |
|                                 | Teodoro II del Monferrato | Giovanni II del Monferrato |                      |  |  |       |  |  |                        |  |  |                       |  |
|                                 | Teodoro II del Monferrato | Giovanni II del Monferrato |                      |  |  |       |  |  |                        |  |  |                       |  |
|                                 | Teodoro II del Monferrato | Elisabetta di Maiorca      |                      |  |  |       |  |  |                        |  |  |                       |  |
| Giovanni Giacomo del Monferrato | Teodoro II del Monferrato |                            |                      |  |  |       |  |  |                        |  |  |                       |  |
|                                 |                           | Giovanna di Bar            | Roberto I di Bar     |  |  |       |  |  |                        |  |  |                       |  |
|                                 |                           | Giovanna di Bar            | Roberto I di Bar     |  |  |       |  |  |                        |  |  |                       |  |
|                                 |                           | Giovanna di Bar            | Maria di Valois      |  |  |       |  |  |                        |  |  |                       |  |
| Isabella Paleologa              |                           | Giovanna di Bar            |                      |  |  |       |  |  |                        |  |  |                       |  |
|                                 |                           | Amedeo VII di Savoia       | Amedeo VI di Savoia  |  |  |       |  |  |                        |  |  |                       |  |
|                                 |                           | Amedeo VII di Savoia       | Amedeo VI di Savoia  |  |  |       |  |  |                        |  |  |                       |  |
|                                 |                           | Amedeo VII di Savoia       | Bona di Borbone      |  |  |       |  |  |                        |  |  |                       |  |
| Giovanna di Savoia              |                           | Amedeo VII di Savoia       |                      |  |  |       |  |  |                        |  |  |                       |  |
|                                 |                           | Bona di Berry              | Giovanni di Valois   |  |  |       |  |  |                        |  |  |                       |  |
|                                 |                           | Bona di Berry              | Giovanni di Valois   |  |  |       |  |  |                        |  |  |                       |  |
|                                 |                           | Bona di Berry              | Giovanna d'Armagnac  |  |  |       |  |  |                        |  |  |                       |  |
|                                 |                           | Bona di Berry              |                      |  |  |       |  |  |                        |  |  |                       |  |